# Rhysodesmus murallensis
Rhysodesmus murallensis är en mångfotingart som beskrevs av Loomis 1966. Rhysodesmus murallensis ingår i släktet Rhysodesmus och familjen Xystodesmidae. Inga underarter finns listade i Catalogue of Life.